# FR-1
FR-1 o FRANCE 1 fue un satélite artificial francés lanzado el 6 de diciembre de 1965 mediante un cohete Scout desde la base aérea de Vandenberg. Estaba dedicado al estudio de las propiedades de las capas ionizadas de la atmósfera mediante la observación de la propagación de ondas de radio VLF emitidas por estaciones terrestres en la ionosfera. También disponía de un instrumento para medir la densidad de electrones en el satélite.
La estructura del satélite estaba formada por dos pirámides octogonales truncadas unidas por su base, con una distancia de 68,6 cm entre esquinas y de 71,2 cm de altura. Su superficie estaba recubierta de células solares. De la parte superior del satélite sobresalía una antena de campo magnético y su soporte, con una altura de 71,2 cm. De la base del soporte surgían cuatro antenas en diagonal para la transmisión de telemetría, y del centro del satélite se extendían cuatro antenas de campo eléctrico, cada una de ellas de 198 cm de largo. El satélite se estabilizaba mediante giro, y la determinación de la posición y del giro se hacían mediante un sensor solar y un magnetómetro de tres ejes. Los datos se enviaban en tiempo real, dado que la nave no disponía de sistema de almacenamiento.
FR-1 dejó de transmitir el 28 de febrero de 1969, finalizando su misión.